# 高松市立円座小学校
高松市立円座小学校（たかまつしりつ えんざしょうがっこう）は、香川県高松市円座町にある市立小学校。

## 概要
高松市の西部、円座地区に位置する小学校である。

## 学校データ
- 児童数：718人（2014年度[1]）
- 児童愛称：

学校施設（2016年5月1日時点）
- 普通教室：27教室
- 特別教室：8教室
- 校舎面積：5092m2
- 体育館面積：845m2

服装規定
- 制服：あり（通年必用）

以前は高松市内で唯一の私服校であったが、2014年度から標準服が指定されている。
- 防寒着：不明

## 歴史

### 年表
- 1941年（昭和16年）4月1日 - 円座村立円座国民学校と改称。
- 1947年（昭和22年）4月1日 - 円座村立円座小学校と改称。
- 1956年（昭和31年）9月30日 - 高松市立円座小学校と改称。
- 2004年（平成16年）4月1日 - 高松市立小中学校全校で3学期制を廃して2学期制を導入。
- 2013年（平成25年）4月1日 - 高松市立小中学校全校で3学期制に移行。
- 2014年（平成26年）4月 - 15年ほど前から自由服としていた児童の服装を標準服に切り替え。切り替え前は県内の小学校で唯一の私服校であった。[3][2]

### 全校児童数の推移
円座小学校の児童数は年々増加している。
- 1999年度：539人
- 2000年度：553人（+14人）
- 2001年度：572人（+19人）
- 2002年度：586人（+14人）
- 2003年度：607人（+21人）
- 2004年度：625人（+18人）
- 2005年度：645人（+20人）
- 2006年度：685人（+40人）
- 2007年度：684人（-1人）
- 2008年度：714人（+30人）
- 2009年度：729人（+15人）
- 2010年度：714人（-15人）
- 2011年度：725人（+11人）
- 2012年度：704人（-21人）
- 2013年度：705人（+1人）
- 2014年度：718人（+13人）

## 教育目標
チャレンジ! 笑顔でなかよし! 進んで学ぶ円座っ子
児童像
- やりとげる子
- 思いやりのある子ども
- 進んで学ぶ子

## 通学区域
通学区域は高松市円座地区の全域並びに檀紙地区の一部。
- 高松市
  - 西山崎町
  - 円座町
  - 中間町1番地～90番地

## 進学先中学校
- 高松市立香東中学校

## 校区内の主な施設
- 国道32号円座バイパス
ちなみに本校の前面道路は1990年まで国道32号だった（現香川県道282号高松琴平線）。
- ことでん琴平線円座駅
- 高松市役所円座出張所
- 円座コミュニニティセンター
- マルナカ本部

## 交通
- ことでん琴平線円座駅より徒歩6分（0.5km）

## 出身者
- 小川淳也 - 立憲民主党衆議院議員(香川1区)、同党元政調会長